# Мала Козлейка
Мала Козле́йка (рос. Малая Козлейка) — село у складі Вадінського району Пензенської області, Росія.
Населення — 16 осіб (2010; 32 у 2002).
Національний склад станом на 2002 рік:
- росіяни — 100 %